# Jihad
Jihad (Arabisch: جهاد, djihād) is een begrip uit de islam. Het komt van de Arabische woordstam jhd, dat 'streven' betekent. Jihad betekent letterlijk 'inspanning gericht op het realiseren van een bepaald doel'. Er wordt onderscheid gemaakt tussen innerlijke en uiterlijke jihad. Zowel in islamitische als niet-islamitische kringen worden verhitte discussies gevoerd over de precieze betekenis van het begrip.

## Innerlijke en uiterlijke jihad
Een veelgebruikte onderverdeling van het begrip jihad is het onderscheid tussen:
- innerlijke jihad of grote jihad
- uiterlijke jihad of kleine jihad

### Innerlijke jihad
De innerlijke jihad, ook wel grote jihad genoemd, is de strijd tegen verleidingen en de strijd tegen het ego (nafs). Dit komt onder andere naar voren in onthouding tijdens de maand ramadan en in het sjiisme in de vorm van rituele zelfkastijding tijdens Asjoera. Ook de vijf dagelijkse gebeden (salat) op tijd verrichten, ook – of zelfs juist – als je het druk hebt, wordt als jihad aangemerkt. De innerlijke jihad is een plicht voor iedere moslim.

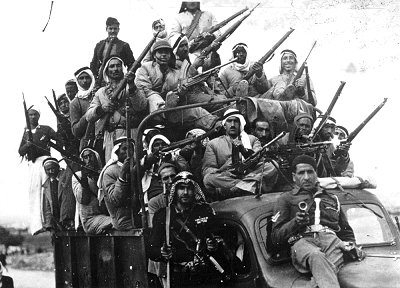
Jihadstrijders tijdens de Arabisch-Israëlische Oorlog

### Uiterlijke jihad
De uiterlijke of kleine jihad is met name in de oorspronkelijke betekenis, de gewapende strijd tegen diegenen die de islam of de eenheid van de islamitische heerschappij bedreigen. In beginsel draagt de jihad dus een defensief karakter maar volgens sommige islamitische rechtsscholen, met name die van het sjafisme, die in de negende eeuw een theologische onderbouwing probeerden te geven van het feit dat de eerste kaliefen met grote geloofsijver een enorm wereldrijk veroverden, mag de jihad ook gericht zijn op een uitbreiding van deze heerschappij door de strijd tegen ongelovige rijken. Allerlei regels die de rechtsgeleerden opstelden, werden aan de eerste kaliefen toegeschreven. 
Moderne westerse historici zijn steeds kritischer geworden over dat soort interpretaties en het wordt nu algemeen betwijfeld of de veroveringen in de zevende eeuw een uitdrukking waren van een dogmatisch leerstuk van een "jihad". Andere rechtsscholen, zoals die van het onder Europese moslims dominante hanafisme, ontkenden dat er voor de individuele moslim een geloofsplicht zou zijn om aan een aanvalsoorlog deel te nemen. De uiterlijke jihad wordt beschouwd als een collectieve verplichting onder verantwoordelijkheid van een islamitisch heerser (kalief). Dat wil zeggen dat er, wanneer een moslimstaat wordt bedreigd of aangevallen, voldoende mankracht wordt gemobiliseerd om het land te verdedigen. 
Groeperingen buiten de islam vertalen jihad wel met de term heilige oorlog, een begrip dat in het vocabulaire van de klassieke sharia niet voorkomt en zeer waarschijnlijk is overgenomen uit de geschiedenis van het christendom; iets op aarde kan door moslims niet als heilig gezien worden, omdat het een unieke eigenschap van God is. Het uiteindelijk doel van de uiterlijke jihad wordt door deze groeperingen wel als de verwezenlijking van een moslimsamenleving door het invoeren van de sharia gedefinieerd.
Het geweld van deze gewapende jihad richt zich op drie groepen mensen:
1. Tegen de afgodendienaren en ongelovigen, die weigeren zich aan het moslimgezag te onderwerpen, hetzij door de islam te aanvaarden hetzij als dhimmi de jaarlijkse jizya (belasting) te betalen.
2. Tegen diegenen die (als dhimmi's) onder moslimgezag staan maar weigeren de jizya te betalen of opstandig zijn.
3. Tegen diegenen die tegen de geestelijke leiding (de imam) van het land opstaan, ook als het moslims zijn (bijvoorbeeld afvalligen), en tegen diegenen die een oorlog beginnen tegen moslims.
Door begripsvernauwing en historische gebeurtenissen zoals in vroeger eeuwen de vele militaire confrontaties tussen het christelijke Westen en moslimstaten, en in de huidige tijd de aanslagen op 11 september 2001 door moslimterroristen heeft in het Westen vooral de uiterlijke jihad bekendheid gekregen. Ook de berichtgeving rond en door militante moslimorganisaties als Hamas en Islamitische Jihad, extremistische moslimorganisaties zoals Hizb ut-Tahrir en de Deense cartoonrellen dragen aan deze negatieve beeldvorming bij. De jihad komt 41 keer voor in de Koran, een enkele keer als een vorm van meditatie maar in de meeste gevallen gaat het om de oorlog om in de naam van God uiteindelijk de oemma, een soevereine moslimgemeenschap, te realiseren, wat de negatieve beeldvorming mede versterkt.
Moderne islamcritici beklemtonen sterk de uiterlijke jihad en zien een vooropstellen van de grote jihad in een analyse van het begrip als een poging het militante karakter van de islam te verdoezelen. Zo schreef de Nederlandse arabist Hans Jansen in 2003 in zijn boek God heeft gezegd. Terreur, tolerantie en de onvoltooide modernisering van de islam; "zolang als de plicht om op jihad te gaan (...) nog door groepen moslims wordt geïnterpreteerd als een goddelijke opdracht om oorlog te voeren tegen de niet-moslims in het Westen, hebben niet-moslims maar twee alternatieven: zich verdedigen of zelf moslim worden."

## Bepalingen voor de gewapende jihad
In de Hadith zijn bepaalde voorschriften overgeleverd over de oorlogsvoering in het algemeen, waaronder ook een gewapende jihad valt. Aan de eerste kalief, Aboe Bakr, worden traditioneel tien regels toegeschreven waarvan deze weer gesteld zou hebben dat die van Mohammed zelf afkomstig waren. De regels vormen een inperking op het van de Oudheid tot de Verlichting vrijwel overal geldende oorlogsrecht dat geen onderscheid maakte tussen de vijandelijke troepen en de vijandelijke burgerbevolking, die naar believen beroofd, verkracht, tot slaaf gemaakt en vermoord mocht worden.
- Het is verboden verraad te plegen. Men mag dus geen vrede voorwenden om dan verraderlijk tot de aanval over te gaan. Indien men de vijand tot overgave heeft bewogen door de belofte zijn leven te sparen, moet dit worden nagekomen. Krijgsgevangenen mogen niet worden verminkt.
- Het is verboden kinderen, vrouwen en oude mannen te doden. Meestal wordt aangenomen dat alle niet-weerbare mannen hieronder vallen, zoals blinden en zwaar zieken.
- Vruchtbomen of dadelpalmen mogen niet worden gekapt.
- Het is verboden de schapen, koeien en kamelen van de vijand te doden, tenzij men die zelf nodig heeft als voedsel.
- De mens is geschapen naar het beeld van de eerste profeet, Adam. Tijdens het gevecht moet men de vijand dus niet in het gezicht raken en evenmin zijn lijk schenden.
- Kloosters moeten met rust gelaten worden en de monniken mogen niet worden gedood of beroofd. Evenmin is het toegestaan mensen aan te vallen die een gebedsdienst houden in kerk of synagoge.
- Nederzettingen mogen niet verwoest worden en evenmin hun akkers, tuinen en veestapels vernietigd. Het is dus niet toegestaan een heel grondgebied te ruïneren.
- Men moet niet hopen op een veldslag maar veeleer tot God bidden daarvan gespaard te blijven. Indien het toch tot een gevecht komt, moet men dat lijdzaam doorstaan.
- Het is verboden nederzettingen of boomgaarden neer te branden.
- Wat de vijand ook doet, het is verboden deze regels te schenden om wraak te plegen.

Naast deze bekende tien regels hebben de verschillende rechtsscholen uit de Koran of de Hadith bepaalde andere voorschriften aangaande de oorlogsvoering afgeleid.
- Voordat zij vijandige ongelovigen aanvallen, dienen moslims niet-moslims op te roepen tot aanvaarding van de islam. Als zij de islam aanvaarden door bekering of onderwerping is oorlog verder niet nodig.
- Als een moslim echter ongelovigen aanvalt zonder oproep tot aanvaarding van de islam, is hij in overtreding maar er staat geen sanctie of vergoedingsregeling op omdat een aangevallen vijand niet onder de bescherming valt die niet-moslims onder de heerschappij van de oemma genieten.
- Als ongelovigen zich militair verzetten, zijn alle middelen geoorloofd om hen te onderwerpen. Het is de plicht van de moslims om hun legers met alle beschikbare middelen, krijgslisten en wapens aan te vallen (Ibn'Aabiden).
- De ongelovige die om genade smeekt, dient te worden gespaard tot de heerser nader over zijn lot beslist.
- Als de leidende imam het in het belang van de islam acht om vrede te sluiten, is hem een vredesovereenkomst toegestaan.
- Indien hij merkt of denkt dat het juister is om die overeenkomst te verbreken, dan mag hij opnieuw de strijd aangaan.

### Bepalingen met betrekking tot de oorlogsbuit
Na het eerste belangrijke succes van Mohammed werd er getwist over de verdeling van de buit waardoor het nodig was enige regelingen in te voeren. Er kwam een opdracht van God die de leidende imam machtigt tot verdeling naar eigen inzicht na reservering van een vijfde deel:
- Een vijfde deel van de buit is voor de leidende imam die dit in drie gelijke delen verdeelt ten behoeve van steun voor de wezen, het voeden van de armen en het ontvangen van reizigers waaronder alle armere leden van de stam van de Profeet (de Beni Haashim).
- De leidende imam heeft ook recht op een deel van de buit voor zichzelf en recht van eerste keuze.
- Gevangenen maken deel uit van de buit. Tenzij er bepalingen in een vredesverdrag zijn mogen volwassen krijgsgevangen gedood worden, in slavernij gevoerd, losgeld of hoofdelijke belasting opgelegd of vrijgelaten worden (maar dat laatste in principe niet voor niets).
- Indien bij verdrag niet-moslims veiligheid in moslimgebied is toegezegd en/of moslims in niet-moslimgebied dient dit strikt te worden nagekomen (bijvoorbeeld ter beperking plunderingacties). Maar indien na verovering van gebied niet-moslims langer dan een jaar in dit gebied verblijven dienen deze alsnog moslim te worden of ze worden dhimmi's.

## Jihad in de Koran en de Hadith
Jihad komt in de Koran niet zelfstandig voor, wel in samenstellingen (onder andere Soera De Bedevaart 78 Wa jāhidoe fī Allāhi – "En span je in op (streef naar) de weg van God"). Wanneer de Koran expliciet oproept tot gewapende strijd tegen een vijand, dan wordt het woord qitāl gebruikt.
Soera Het Berouw 5 is door Osama bin Laden als grond gebruikt voor de gewapende jihad. Deze aya staat bekend als het zwaardvers en kan als volgt vertaald worden:
Wanneer de heilige maanden voorbij zijn, doodt dan de afgodendienaren waar je hen ook vindt en grijpt hen en belegert hen en loert op hen uit elke hinderlaag. Maar als zij berouw hebben en het gebed houden en de zakat betalen, laat hun weg dan vrij. Voorzeker, God is Vergevensgezind, Genadevol.
Soera Het Berouw begint echter met een verduidelijking; het ging om de ongelovigen met wie men het Verdrag van Hoedaibiya gesloten had:
Dit is de verklaring van ontheffing door Allah en zijn boodschapper tegenover degenen der afgodendienaren met wie gij een verdrag hebt gesloten.
Daar staat soera De Koe 256 tegenover: Er is geen dwang in de godsdienst. Enkele latere commentatoren hebben gesteld dat deze geabrogeerd zou zijn door het Zwaardvers. Tekstueel is daar geen aanleiding toe. Er wordt in het zwaardvers geen gewag gemaakt van ongelovigen in het algemeen, maar alleen van veelgodendienaars (mushrikun); bovendien stelt de voorafgaande aya dat het gaat om hen waarmee een verbond is gesloten. Vermoedelijk betreft dit het Verdrag van Hoedaibiya dat Mohammed in 628 met de polytheïstische Arabieren sloot.
Maulana Muhammad Ali zegt eveneens dat deze aya uitsluitend betrekking heeft op de Mekkaanse polytheïsten en hun bondgenoten met wie Mohammed verdragen had afgesloten. Doordat het geslacht Bakr (dat met Qoeraisj gelieerd was) een wraakactie uitvoerde op leden van de stam Choezaa'a (die met Mohammed gelieerd was), met wapensteun en deelname van enkele Qoeraisjieten, werd het Verdrag van Hoedaibiya door Mekka geschonden. Mohammed achtte zich op dat moment niet meer aan het verdrag verbonden en trok op tegen Mekka. Afzonderlijke verdragen met andere stammen dienden echter steeds gerespecteerd te worden. De door orthodoxe en salafistische moslims veel gebruikte tafsir (exegese) van Ibn Kathir geeft een andere kijk op dit vers. Ibn Kathir maakt geen melding van het schenden van een verdrag. Volgens hem is het vers gericht tegen alle polytheïsten ter wereld. De moslims moeten hen actief bestrijden. De polytheïsten kunnen in leven blijven door zich tot de islam te bekeren.
Volgens soera De Bedevaart 39-41 is geweld alleen toegestaan in het geval van zelfverdediging.
Toestemming om te vechten is gegeven aan degenen tegen wie gevochten wordt, omdat hun onrecht is aangedaan, voorzeker God heeft de macht hen bij te staan. Degenen die ten onrechte uit hun huizen werden verdreven alleen omdat zij zeiden: "Onze Heer is God." - En indien God sommige mensen niet met behulp van anderen tegenhield, zouden ongetwijfeld kloosters, kerken, synagogen en moskeeën, waarin dikwijls de naam van God wordt herdacht, afgebroken zijn. God zal ongetwijfeld degene ondersteunen die Hem helpt - God is inderdaad Sterk, Almachtig. Degenen die, indien Wij hen op aarde vestigen, het gebed verrichten en de Zakaat betalen en het goede bevelen en het kwade verbieden. En het eindbesluit in alles berust bij God.
Vóór de tweede eed van trouw in Akaba was het Mohammed niet toegestaan oorlog te voeren. Zijn boodschap was om mensen op te roepen tot God, beledigingen te verdragen en onwetenden te vergeven. De Qoeraisj werden echter hovaardig tegen God, waarna, volgens de islamitische Overleveringen, God toestemming gaf te strijden. Hierna vond de hidjra plaats.
Later werd ook offensieve jihad toegestaan. Soera Het Berouw is de voorlaatste soera die werd geopenbaard. Aya 29 van deze soera luidt:
'Strijdt tegen hen die niet in God geloven en niet in de laatste dag en die niet verbieden wat God en Zijn gezant verboden hebben en die niet de godsdienst van de waarheid aanvaarden uit het midden van hen aan wie het boek gegeven is, totdat zij naar vermogen onderdanig de schatting betalen'.
De schatting die hier wordt genoemd is de zogeheten djizja.
Volgens Ibn Kathir werd soera het Berouw 29 geopenbaard nadat ongelovigen niet meer in de buurt van al-Masjid al-Haram mochten komen. De Qoeraisj vreesden hierdoor minder inkomsten te krijgen uit handel. Om hen te compenseren werd opgeroepen tot offensieve jihad tegen joden en christenen om zo geld te verdienen door djizja van hen te eisen.
De Hadithcollectie Sahih Bukhari kent een hoofdstuk Het boek van jihad (Vechten voor Gods zaak) en een appendix De oproep tot jihad (Heilige vechten voor Gods zaak). In het hoofdstuk zijn losse overleveringen van Mohammed en zijn metgezellen opgenomen over hun handelwijze omtrent de jihad. De appendix geeft hierover verdere uitleg. Het betreft historische verhandelingen. Ook andere Hadithcollecties als Sahih Muslim kennen dergelijke hoofdstukken met historische beschrijvingen omtrent jihad, zoals gevoerd met sterke restricties door Mohammed en zijn metgezellen.

## Aansporingen tot jihad in de Hadith
In de Tradities, de Hadith, waarin de mondeling overgeleverde handelingen en uitspraken van Mohammed later werden opgetekend, hebben veel van deze overleveringen betrekking op de jihad.
Voorbeelden:
- Jihad is uw plicht onder iedere heerser, of hij godvruchtig is of goddeloos.
- Een dag en een nacht strijd aan de grens is beter dan een maand vasten en bidden.
- Hij die sterft zonder deelgenomen te hebben aan de strijd, sterft zeker in ongeloof.
- Leer schieten want de ruimte tussen het doel en de boogschutter is een van de tuinen van het paradijs.
- Het paradijs ligt in de schaduw van het wapen.
- Ik heb de opdracht gekregen om tegen mensen te vechten totdat zij getuigen dat er geen god is dan Allah, dat Mohammed de boodschapper van Allah is, en zij bidden en zakat betalen en als zij dat doen, zijn hun bloed en eigendommen gegarandeerd beschermd namens mij behalve wanneer dit gerechtvaardigd is door de wet, en hun zaken berusten bij Allah.[16]
- Vecht in de naam van Allah en op de weg van Allah. Vecht tegen degenen die niet in Allah geloven. Voer een heilige oorlog, verduister de buit niet; verbreek je belofte niet; en vermink (de dode) lichamen niet; dood de kinderen niet. Wanneer je je vijanden tegenkomt die polytheïsten zijn, nodig ze dan uit voor drie acties (...) Nodig hen uit om de islam te (accepteren); Als ze op je reageren, accepteer het dan van hen en stop met vechten tegen hen. (...) Als ze weigeren de Islam te aanvaarden, eis dan van hen de djizja. (...) Als zij weigeren de belasting te betalen, zoek dan de hulp van Allah en bestrijd hen. (...)[17]

## Jihad in de moderne tijd
Op 11 november 1914 besloot sultan Mehmet VI van het Ottomaanse Rijk de jihad uit te roepen en zich daarmee te mengen in de Eerste Wereldoorlog aan de kant van de centrale mogendheden onder leiding van het Duitse Keizerrijk. Op 14 november 1914 gaf de Sjeikh ul-Islam zijn goedkeuring aan dit besluit. Het doel was om alle inwoners van het Ottomaanse Rijk ongeacht hun etniciteit in naam van de islam te verenigen tegen de geallieerden (waaronder het Verenigd Koninkrijk, Frankrijk en Rusland) en nationalistische opstanden binnen het rijk te voorkomen. Bovendien hoopte men dat de moslims binnen de door Frankrijk en het Verenigd Koninkrijk beheerste gebieden in opstand zouden komen. Lange tijd heeft men aangenomen dat het Ottomaanse uitroepen van de jihad een Duits complot was, maar uit historisch onderzoek is gebleken dat de Ottomanen zelf het initiatief ertoe namen. De geallieerden onderkenden dit gevaar, en probeerden hierop een Arabisch-nationalistische opstand aan te moedigen. De Arabieren schaarden zich aan de kant van de geallieerden en keerden zich tegen de Ottomaanse kalief.
De Iraanse ayatollah Khomeini en president Ahmadinejad riepen meerdere malen op tot jihad tegen Israël.

### Jihadisme en jihadgangers
In 2014 zijn er ongeveer 3000 Europese jihadgangers. Uit Nederland zijn circa 130 jihadisten uitgereisd, waarvan er ruim dertig zijn teruggekeerd. Uit analyses blijkt dat dit een concrete en substantiële terrorismedreiging tegen het Westen en binnen Europa met zich meebrengt. Aanpak van deze problematiek bestaat uit interventies om uitreis te verhinderen, risico’s van terugkeerders weg te nemen en het werven van nieuwe aanhang tegen te gaan.

In Nederland ontstond, na de moord op Theo van Gogh in 2004, onder tijdsdruk het beleid om moslimextremisten bij elkaar te plaatsen in één gevangenis uit vrees dat het extremistisch gedachtegoed zich ook via gevangenissen zou kunnen verspreiden onder gedetineerden die daar vatbaar voor zijn. Sinds 2006 zijn daarom ongeveer 80 van jihadisme verdachte personen geplaatst in de  Extra Beveiligde Inrichting (EBI) in Vught en in gevangenis De Schie in Rotterdam. Onderzoek door Tinka Veldhuis van de Rijksuniversiteit Groningen wijst uit dat dit beleid mogelijk contraproductief is omdat ze elkaar dan alleen maar in hun extreme opvattingen versterken. Ook het strikte regime waar ze aan onderworpen zijn kan bijdragen aan verdere radicalisering. Ook Engeland en Frankrijk hadden in het verleden slechte ervaringen met vergelijkbaar beleid. Ook André Seebregts, advocaat van een aantal jihadisten, pleit voor het verspreiden van jihadisten over meerdere gevangenissen.